# Julián Carrillo Martínez
Julián Carillo Martínez, (Coloradas de la Virgen, Chihuahua, México; 9 de enero de 1962 - Coloradas de la Virgen, Chihuahua, México; 24 de octubre de 2018) fue un líder de la comunidad indígena rarámuri, activista ambiental y un defensor de los derechos humanos y recursos naturales de Coloradas de la Virgen, una comunidad en la Sierra Tarahumara. Julián fue asesinado por un grupo de sicarios en el año 2018.
Julián es uno de por lo menos diez habitantes de Coloradas de la Virgen que han sido asesinados durante la última década por defender su territorio y sus bosques.
La familia Carrillo ha sido defensora de los recursos naturales y derechos comunitarios, acciones por las cuales ha sufrido amenazas y atentados desde el 2016.  Lamentablemente fueron asesinados diferentes integrantes de la familia, empezando por Victor Carrillo Carrillo, hijo de Julián. Posteriormente fueron asesinados sobrinos e incluso el yerno.  Todos vinculados a la defensa del territorio. 
Julián Carrillo entró al  programa de Mecanismo de Protección a Personas Defensoras de Derechos Humanos y Periodistas el 20 de febrero del 2014. A pesar de contar con medidas cautelares, las acciones del estado de Chihuahua fueron insuficientes para resguardar su vida. Julián fue asesinado  en su tierra natal el 24 de octubre del 2018.

## Vida y Contexto
Julián nació en Coloradas de la Virgen, una comunidad ralámuli dentro del municipio de Guadalupe y Calvo en la Sierra Tarahumara. La colectividad indígena de la región depende principalmente de las actividades agrícolas, ganaderas y forestales.  El manejo del territorio consiste, entre otras cosas, en reuniones tradicionales de la comunidad donde se da el “Nawésari’, conocido entre los ódami como “Makigai Nooki”. En ellas se busca vincular a los integrantes de la comunidad para poder tomar las decisiones que más se adecuen a las necesidades que vayan presentando, así como, mantener las dinámicas y roles sociales propios de su cultura.
Los miembros de la comunidad consideran que su territorio es un espacio étnico, es decir áreas poseídas por el pueblo indígena, donde lo social y lo ecológico se integran; estas tierras han sido trabajadas y resguardadas generación tras generación por sus ancestros. Por este motivo los miembros de la comunidad tienen una obligación intergeneracional de gestionar recursos que permitan mantener un equilibrio sano con la ecología y el desarrollo cultural.

## Trabajo
Desde 1992, y hasta la fecha de su asesinato, Julián Carrillo fue elegido por la comunidad para diversos puestos de liderazgo y seguridad. Entre ellos, fue Comisario de Bienes Comunales. Sus responsabilidades principales estaban enfocadas en el cuidado y protección del territorio y su gente, así como, los bosques, el agua, y la flora y fauna del territorio de Coloradas de la Virgen. Se convirtió en uno de los líderes más visibles, denunciando el despojo de sus bosques y el avance de cultivos ilegales como Cannabis y Amapola. Realizó denuncias en diversas dependencias, como el Tributario Agrario y logrando que este, en 2015, suspendiera los permisos de tala forestal. Esta lucha intensificó la violencia contra la comunidad, por lo cual Julián Carrillo y otros tres habitantes fueron incorporados  al Mecanismo de Protección de Personas Defensoras de Derechos Humanos y Periodistas que depende de la Secretaría de Gobernación.
Julián fue una persona entregada totalmente a la protección de su territorio, lo cual ocasionó que recibiera distintas amenazas a lo largo de su vida. Lamentablemente, el pueblo Rarámuri sigue sufriendo atentados ocasionando los decesos de varios integrantes, entre ellos familiares de Julián. Varias familias de la comunidad fueron obligadas a dejar su residencia. Martiza Pérez, columnista del periódico “El Economista”, menciona que “en México, defender el medio ambiente, la tierra y el territorio continúa siendo una actividad peligrosa y de alto riesgo, y bajo este contexto, en el 2020 fueron asesinadas 18 personas defensoras del medio ambiente en nuestro país.” Así mismo, el periódico El Universal destaca que “Desde el inicio del gobierno de López Obrador a la fecha, al menos 24 defensores de los derechos humanos y el ambiente fueron asesinados en Oaxaca.

## Asesinato
El día  24 de octubre de 2018 Julián Carrillo fue asesinado por un grupo de desconocidos. Un periodo  antes de su muerte, y tras ser avisado por  miembros de una presunta banda delictiva organizada cerca de su casa, Julián tuvo que recurrir a refugiarse en las montañas de la Sierra Tarahumara acompañado de uno de los miembros más jóvenes de su familia. El 23 de octubre de 2018, él dio el aviso a un amigo por teléfono que creía que lo estaban vigilando y dijo que lo mejor sería ir hacia el bosque con el objetivo de esconderse. Lamentablemente, la noche del 25 de octubre, se encontró el cuerpo de Julián con múltiples heridas de bala.
Su homicidio desató una nueva ola de amenazas contra la comunidad. Varias familias habían sido obligadas a dejar Coloradas de la Virgen pero luego de la muerte del defensor rarámuri, el desplazamiento aumentó. De unas 50 familias que habitaban la comunidad, solo quedaron dos o tres, señalan los mismos desplazados. Julián Carillo se recuerda como un hombre defensor de la tierra, de las comunidades indígenas y  del medio ambiente de México. Unos días antes de su muerte mencionó: "en Coloradas hemos vivido, hemos nacido, entonces nuestros hijos vienen siendo como un brote, como un árbol, y ya a veces los árboles se hacen viejos, se secan, pero el brote sigue, después todavía crece. Ahorita yo ya estoy un poco viejo, pero siguen mis brotecitos".

## Investigación de su Asesinato, Justicia y Legado
El 11 de marzo del 2021 se declaró culpable a Feliciano Q. M. por el asesinato de Julián Carrillo (2018) y el de su hijo Victor Carrillo (2016). El juicio por ambos asesinatos es el primero en el que la Fiscalía de Derechos Humanos de Chihuahua participa. Esta sentencia es considerada “histórica” ya que es la primera vez que un tribunal local reconoce el impacto que tiene el asesinato de un defensor de derechos humanos, como lo era Julián y dicta medidas de reintegración integral.
Diferentes organizaciones mexicanas como Alianza Sierra Madre y Centro de Derechos Humanos de las Mujeres (Cedehm) e internacionales como Amnistía Internacional siguieron de cerca y exigieron la investigación del caso de Julián. Dichas organizaciones solicitaron la reparación de los daños para las personas de la comunidad de Coloradas de la Virgen, y que estás reciban la determinación de medidas de restitución, rehabilitación, compensación, satisfacción y sobre todo de no repetición. Este fallo histórico reconoce que el Estado Mexicano falló en brindar protección a los defensores del territorio y que ahora tiene obligación de hacer reparaciones y garantizar condiciones para el regreso digno y seguro de las familias a su comunidad.